# Kostel svatého Václava (Dráchov)
Kostel svatého Václava v Dráchově je farní kostel římskokatolické farnosti Dráchov a kulturní památka České republiky. Památková ochrana se vztahuje na celý areál, včetně ohradní zdi s branou. Památkově není chráněna budova márnice.

## Historie
První písemná zmínka o farním kostele v Dráchově pochází z roku 1353. V 16. století byl kostel upraven v renesančním stylu. Zděná věž byla přistavena v roce 1751; předtím tam byla dřevěná zvonice.

## Popis
Kostel má jednu chrámovou loď. Klenuté kněžiště (žebrová klenba) je pětiboce uzavřené. Sakristie je přistavena k severní straně kněžiště. V kostele jsou fragmenty gotických nástěnných maleb z poloviny 14. století a kamenné náhrobníky ze 16. a 17. století. V kněžišti (na hlavním oltáři) je obraz svatého Václava (z roku 1856) od malíře Antonína Lhoty.
Nejstarší a největší zvon (s vyobrazením svatého Václava) pochází z roku 1413. Z roku 1494 pochází nejmenší zvon, který je pojmenován po čtyřech evangelistech. Prostřední zvon (Panny Marie) pochází z roku 1510.